# Charles-Antoine de Gontaut-Biron
Charles-Antoine de Gontaut-Biron, 1er duc de Gontaut (arrondissement de Marmande), 7e duc de Biron, comte de Cabrerets, marquis de Montferrand en Agenois, baron de Ruffey et seigneur de Saint-Julien-les-Sennecey, chevalier, né à Paris le 8 octobre 1708, et mort dans cette même ville, le 25 octobre 1798, est un grand seigneur et général français du XVIIIe siècle qui servit sous Louis XV.

## Biographie

### Résidence
Il résidait au no 3 de la rue Chantereine à Paris.

### Famille
De très ancienne, très puissante noblesse périgourdine, il appartient à la maison de Gontaut-Biron. Il est né de Charles-Armand de Gontaut, duc de Biron, maréchal de France (1693-1756) et de Marie-Antoinette de Bautru de Nogent, duchesse de Lauzun (1662-1742).
Son frère aîné est Louis Antoine de Gontaut-Biron, maréchal de France (1701-1788).

### Carrière
- Le 16 août 1728, il entre aux mousquetaires.
- Le 16 avril 1730, il commande une compagnie du régiment d'Anjou.
- Le 11 janvier 1732, il sert au régiment de Noailles.
- Le 7 mars 1735, promu colonel, il dirige un régiment d'infanterie à son nom (régiment de Biron?).
- Le 20 février 1743, il est promu brigadier.
- Le 1er mai 1745, il obtient le grade de Maréchal de camp).
- Le 14 mai 1747, il est nommé gouverneur de Landau.
- Le 4 mars 1748, il est promu Lieutenant-général.
- Le 14 octobre 1757, il est gouverneur du Vivarais, du Velay et des Cévennes.
- Le 2 février 1757, à Versailles, il est fait chevalier des ordres du roi (quarante neuvième promotion).
- En 1758, il est créé duc de Gontaut (à brevet), c'est le 1er du nom.
- Le 23 octobre 1788, à la mort de son frère Louis Antoine de Gontaut et par testament de celui-ci du 31 janvier 1788, il hérite des titres de duc de Biron et Pair de France, mais s'en défait au profit de son fils Armand-Louis de Gontaut Biron[1]. Il reprend aussi le titre de Baron de Ruffey et seigneur de Saint-Julien-les-Sennecey.
- Le 29 octobre 1792, bien qu'il n'ait pas quitté pas la France, il est inscrit sur la liste des émigrés pour les biens qu'il a en Saône-et-Loire.
- Fin décembre 1793, il perd son fils unique Armand-Louis de Gontaut Biron guillotiné bien que républicain acharné. De droit, il redevient duc de Biron.
- Le 6 décembre 1794, il est rayé de la liste des émigrés.
- 25 octobre 1798, il meurt à Paris, à l'âge de 90 ans.

### Distinctions
- chevalier de l'ordre royal et militaire de Saint Louis ;
- Chevalier de l'ordre du Saint-Esprit (Versailles, 2 février 1757).

### Mariage et descendance
Le 22 janvier 1744, il épouse Antoinette-Eustachie Crozat du Châtel (1727-1747), fille de Louis François Crozat, marquis du Châtel, lieutenant général des armées du Roi, et de Marie Thérèse Catherine de Gouffier d'Heilly. Elle meurt en donnant naissance à leur unique enfant :
- Armand Louis de Gontaut, duc de Biron, duc de Lauzun (Paris, 13 avril 1747 - guillotiné à Paris, 31 décembre 1793), marié à Paris le 4 février 1766 avec Amélie de Boufflers (Paris, 5 mai 1751 - guillotinée à Paris, 27 juin 1794), fille de Charles Joseph de Boufflers, 3e et dernier duc de Boufflers, et de Marie Anne Philippine de Montmorency. Sans postérité[2].

## Armoiries

écartelé d'or et de gueules

Famille de Gontaut: à l'écu en bannière, écartelé d'or et de gueules.

### Sources
- Louis Charles Dezobry et Théodore Bachelet, Dictionnaire de Biographie et d’Histoire, Paris, 1863 [détail de l’édition], pages 304 et 1206.
- Paul Montarlot, Les émigrés de Saône et Loire, première partie (suite), Autun, Mémoires de la Société Éduenne ; Imprimerie L Taverne et Ch Chandioux, 1923, p. 164-165.